# San Quentin (film 1937)
San Quentin è un film del 1937 diretto da Lloyd Bacon, con Humphrey Bogart.